# 1992 في الأردن
فيما يلي قوائم الأحداث التي وقعت خلال عام 1992 في الأردن.